# انزه
انزه (به آلمانی: Ense) یک شهر در آلمان است که در Soest واقع شده‌است. انزه ۱۲٬۷۴۶ نفر جمعیت دارد.